# Hengstler (Unternehmen)
Die Hengstler GmbH ist ein mittelständisches Unternehmen in Aldingen, welches auf die Produktion von industriellen Zähl- und Steuerungskomponenten spezialisiert ist. Das Tochterunternehmen der Fortive Corporation ist auf dem Gebiet der Elektromechanik tätig.

## Geschichte
Der Uhrmachermeister Johannes Hengstler begann im Jahre 1846 im schwäbischen Aldingen mit der Serienfertigung von Tonfedern. Ab 1912 begann Hengstler mit der Herstellung von Präzionsdrehteilen. Im Jahr 1926 wurde die Firma Efunda, die Zählapparate fertigte, von Hengstler übernommen. Hengstler überstand sowohl die Wirtschaftskrise am Ende der 1920er Jahre als auch eine Teildemontage nach dem Ende des Zweiten Weltkriegs. 1954 ließ das Unternehmen 100 Werkswohnungen bauen, um so neue Mitarbeiter zu gewinnen. Die Anschaffung einer Kunststoff-Spritzgießmaschine für die Herstellung eigener Kunststoffteile trug zum weiteren wirtschaftlichen Erfolg bei. 1962 erfolgte die Gründung des ersten ausländischen Tochterunternehmens, der „Hengstler Great Britain“ in Großbritannien. Im Jahr 1995 wurde die Firma Hengstler von dem US-amerikanischen Konzern Danaher Corporation übernommen und bediente seither Kunden wie Bosch, Festo, IBM oder Siemens. Nach einer Abspaltung der Maschinenbausparte Danahers ist Hengstler eine Tochter der Fortive Corporation.
Seit 2002 befindet sich in dem Gebäude des Firmengründers ein Museum, zu dem auch die ehemaligen Produktionsstätten der Firma Hengstler gehören.

## Produkte
Hengstler bietet im Bereich der Prozesssteuerungs- und Umwelttechnologie unter anderem die Projektabwicklung für Applikationen an. Zu den Produkten zählen insbesondere Drehgeber, Relais, Zähler, Tachometer, Positionsanzeigen, Näherungsschalter sowie Drucker und Abschneider. Die angebotenen Inkrementalgeber können beispielsweise zur Wegmessung bei Fließbändern, Fräsen und Robotern eingesetzt werden während die Absolutwertgeber eine genaue Positionierung ermöglichen.

## International
Hengstler besitzt ein Schwesterwerk in der Slowakei die „Hengstler s.r.o.“ sowie Tochterunternehmen in Frankreich, die „Hengstler contrôle numérique France“, Italien, die „Hengstler Italia S.R.L.“ oder in den Vereinigten Staaten. Zudem gibt es weitere Fertigungsstätten und Vertretungen in Europa, Amerika und in Asien.